# У Вэймин
Кевин У Вэймин (род. 7 июля 1983, Сингапур) — сингапурский шахматист, гроссмейстер (2020). Семикратный чемпион Сингапура (2007—2009, 2012, 2013, 2017). В составе сборной Сингапура — участник пяти шахматных олимпиад.

## Карьера
В 2000 году выиграл 1-й чемпионат АСЕАН среди юношей до 18 лет в Вонгтау. На играх Юго-Восточной Азии 2005 года Го выиграл две бронзовые медали: в мужском индивидуальном и в командном зачётах.
В 2010 году Гарри Каспаров посетил Сингапур и сыграл матч против ведущих сингапурских шахматистов, среди которых был и У Вэймин. 
В марте 2011 года в Венгрии выиграл турнир First Saturday в Будапеште и гроссмейстерский турнир Caissa в Кечкемете, получив 1-ю норму гроссмейстера. 
В следующем году получил 2-ю норму на Кубке азиатских наций в Цзаочжуане, где он играл за команду Сингапура.
В 2018 году занял 2-е место после Цэгмидийна Батчулууна в турнире QCD-Prof Lim Kok Ann Grandmasters Invitational. Достиг третьей нормы гроссмейстера и получил его в 2020 году, когда его рейтинг превысил 2500. Он стал первым гроссмейстером из Сингапура. 

## Спортивные результаты
| Год  | Город     | Турнир                                      | + | − | = | Результат | Место  |
| ---- | --------- | ------------------------------------------- | - | - | - | --------- | ------ |
| 2004 | Кальвиа   | 36-я олимпиада                              | 4 | 4 | 2 | 5 из 10   |        |
| 2006 | Турин     | 37-я олимпиада                              | 2 | 2 | 8 | 6 из 12   |        |
| 2008 | Дрезден   | 38-я олимпиада                              | 5 | 3 | 3 | 6½ из 11  |        |
| 2011 | Кечкемет  | «Caissa GM»                                 | 5 | 0 | 4 | 7 из 9    | [ 10 ] |
| 2012 | Цзаочжуан | 17-й командный чемпионат Азии (2-я сборная) | 6 | 0 | 3 | 7½ из 9   | 1      |
|      | Стамбул   | 40-я олимпиада                              | 4 | 1 | 0 | 4 из 5    |        |
| 2014 | Тромсё    | 41-я олимпиада                              | 4 | 2 | 4 | 6 из 10   |        |
| 2018 | Сингапур  | «QCD-Prof Lim Kok Ann GM Invitationa»       | 4 | 0 | 5 | 6½ из 9   | [ 13 ] |

## Изменения рейтинга
| Графики недоступны из-за технических проблем. См. информацию на Фабрикаторе и на mediawiki.org. |

## Книги
- Chess Developments. The Sicilian Najdorf 6 Bg5. Everyman Chess. 2014. ISBN 978-1781940211.